# Nanteuil-la-Fosse
 Nanteuil-la-Fosse  là một xã ở tỉnh Aisne, vùng Hauts-de-France thuộc miền bắc nước Pháp.